# Harmony Cats (álbum de 1985)
Harmony Cats é um álbum do trio Harmony Cats, lançado em 1985.  
Trata-se do último lançamento do conjunto, que naquele momento era formado por Vivian, Sylvia Cremona e a nova integrante Rosecleide. 
Foi dedicado a antiga integrante, Maria Amélia, que deixou o grupo para viver nos Estados Unidos.

## Produção e lançamento
Após o fim da promoção do álbum de 1983, a carreira do grupo vivia uma situação importuna: a integrante Maria Amélia resolveu sair do grupo para ir morar nos Estados Unidos e as integrantes Sylvia e Vivian estavam grávidas. Para solucionar essa situação, o conjunto resolveu dar uma pausa na carreira.
Após quase 18 meses o grupo começou a procurar uma nova integrante e, por fim, escalaram Rosecleide, que era uma famosa modelo da época, rosto de grandes campanhas publicitárias como a Platinum Plus e Flip Fone. A gravação e o lançamento ocorreu em 1985.
Das 10 canções da lista de faixas, nove são versões de canções estrangeiras, entre elas destacam-se: "Non Voglio Mica la Luna", que foi apresentada por Fiordaliso no Festival de Sanremo, de 1984, a versão em português, feita pelas integrantes Vivian e Sylvia, foi intitulada "Eu Não Te Peço A Lua". Outra versão é a de "Voci Di Citta", sucesso do cantor italiano Dario Baldan Bembo, que na versão em português foi intitulada "As Vozes da Minha Cidade", a canção foi escolhida como o primeiro compacto extraído do disco.
Meses após o lançamento do disco, confirmando boatos, o grupo encerrou as atividades.

## Recepção
Em relação aos críticos de música, houve opiniões divergentes sobre o trabalho. Em uma nota do Jornal do Dia foi dito que apesar do grupo ser bom, com o repertório escolhido, ele dificilmente teria êxito dos lançamentos anteriores. O jornalista Luís Antonio, do Correio de Notícias, o classificou como surpreendente.

## Relançamento
Após mais de 30 anos do lançamento original (em LP e K7) foi relançado em 2018, pelo selo independente Discobertas, no formato CD.

## Lista de faixas
- Créditos adaptados do encarte do LP Harmony Cats.[8]

| N.º | Título                                           | Compositor(es)                                                                        | Duração |  |
| 1.  | "Johnny Johnny"                                  | Mas Musumatta Vivian                                                                  | 3:50    |  |
| 2.  | "Voltarei" (Una Vez En La Vida)                  | Calderón Vivian                                                                       | 3:27    |  |
| 3.  | "Goodbye"                                        | Michael Sullivan Paulo Massadas                                                       | 3:23    |  |
| 4.  | "No Caminho Certo" (Sulla Buona Strada)          | Fabrizio Spampinato Ficarelli                                                         | 3:30    |  |
| 5.  | "Ele Sabe Me Agradar"                            | McColl Povey Kiko Caggi                                                               | 3:43    |  |
| 6.  | "Eu Não Te Peço A Lua" (Non Voglio Mica La Luna) | Albertelli Malepasso Fornaciari Vivian Sylvia                                         | 3:47    |  |
| 7.  | "As Vozes da Minha Cidade" (Voci Di Città)       | Dario Baldan Bembo Sergio Bardotti Nini Maria Giacomelli Mike Bongiorno Vivian Sylvia | 3:10    |  |
| 8.  | "Quando Você Não Está" (Da Quando Non Ci Sei)    | Dario Baldan Bembo Antonella Maggio Vivian Sylvia                                     | 3:30    |  |
| 9.  | "Clap Clap" (Claping Song)                       | L. Chase Carlinhos Borba Gato                                                         | 3:47    |  |
| 10. | "Um Quarto, Um Luar" (A Room With A View)        | Al Stillman Noel Coward Einar Swan Vivian                                             | 3:32    |  |